# ربات‌های جنگی (مسابقه تلویزیونی)
نبرد ربات‌ها یک مسابقه تلویزیونی و نمایش جنگ ربات‌ها است. این نمایش اقتباسی از مسابقات جنگ ربات آمریکایی است که در اواسط و اواخر دهه ۱۹۹۰ توسط مارک تورپ میزبانی شد، که در آن رقبا ماشین‌های مسلح و زرهی کنترل‌شده از راه دور را طراحی و اجرا می‌کنند که برای مبارزه در مسابقات حذفی و مبارزه در تورنمنت طراحی شده‌اند. همین مسابقات الهام بخش برنامه تلویزیونی بریتانیایی «جنگ ربات‌ها» بود که در سال ۱۹۹۵ این نام را برگزید.